# Sukiya
Sukiya (Japans: すき家), gestileerd als SUKIYA, is een Japans multinationale fastfoodrestaurantketen, gespecialiseerd in gyudon (een kom rijst bedekt met rundvlees en uien). Het is de grootste gyudon-keten van Japan met meer dan 2.000 vestigingen in het land, met filialen in verschillende Aziatische landen. De keten is eigendom van Zensho Holdings, genoteerd aan de Tokyo Stock Exchange, en behaalde in 2016 een omzet van 511 miljard yen. Sukiya's slogan is "Save Time and Money". Naast gyudon biedt het ook curry en andere gerechten aan.

## Geschiedenis
De eerste Sukiya opende in 1982 in Yokohama, opgericht door Kentarō Ogawa, voormalig medewerker van Yoshinoya. Tijdens het importverbod van Amerikaans rundvlees in 2004 schakelde Sukiya over op Australisch rundvlees, in tegenstelling tot concurrent Yoshinoya. Belangrijke internationale uitbreidingen zijn onder andere de opening van filialen in Thailand (2011), Mexico (2013), Taiwan (2014), en Vietnam (2016).